# Вельга (приток Ламы)
Вельга — река в Волоколамском городском округе Московской области России, левый приток Ламы. Берёт начало к югу от станции Благовещенское Рижского направления Московской железной дороги. Впадает в Ламу в 113 км от её устья, у южной окраины Волоколамска.
Длина — 14 км, по другим данным — 11 км. Равнинного типа. Питание преимущественно снеговое. Вельга замерзает в ноябре — начале декабря, вскрывается в конце марта — апреле.
Туристов привлекает лесистый правый берег этой реки.

## Данные водного реестра
По данным государственного водного реестра России относится к Верхневолжскому бассейновому округу. Речной бассейн — (Верхняя) Волга до Куйбышевского водохранилища (без бассейна Оки), речной подбассейн — бассейны притоков (Верхней) Волги до Рыбинского водохранилища, водохозяйственный участок — Волга от города Твери до Иваньковского гидроузла (Иваньковское водохранилище).